# Lophuromys
Lophuromys es un género de roedores miomorfos de la familia Muridae que incluye varias especies de propias del África subsahariana.

## Especies
El género Lophuromys incluye 21 especies distribuidas en dos subgéneros:
Subgénero Lophuromys
- Lophuromys aquilus
- Lophuromys angolensis
- Lophuromys ansorgei
- Lophuromys brevicaudus
- Lophuromys brunneus
- Lophuromys chrysopus
- Lophuromys dieterleni
- Lophuromys dudui
- Lophuromys eisentrauti
- Lophuromys flavopunctatus
- Lophuromys huttereri
- Lophuromys melanonyx
- Lophuromys nudicaudus
- Lophuromys rahmi
- Lophuromys roseveari
- Lophuromys sikapusi
- Lophuromys verhageni
- Lophuromys zena

Subgénero Kivumys
- Lophuromys luteogaster
- Lophuromys medicaudatus
- Lophuromys woosnami